# 河江優
河江 優 （かわえ すぐる、1969年9月 - ）は、日本のクラシック音楽のピアニスト。同志社女子大学学芸学部音楽学科教授。

## 略歴
1992年、東京芸術大学卒業。東京芸術大学大学院を経て、2000年ジュネーヴ音楽院演奏家課程修了。2001年から大阪教育大学で後進の指導にあたっており、2004年より6年間にわたって助教授・准教授を歴任。2010年4月より、同志社女子大学学芸学部音楽学科准教授、2013年4月より教授。
バッハ、モーツァルト、ドビュッシー、ラヴェルなどの演奏を得意とし、合理的なピアノ奏法も研究している。第37回全日本学生音楽コンクール西日本大会第3位、第5回宝塚ベガ音楽コンクール第1位、1998年、オルレアン国際20世紀ピアノ音楽コンクール入賞及びリカルド・ヴィニェス特別賞受賞。2002年、バロックザール（京都）でのリサイタルの成果に対し青山音楽賞受賞。